# Akihiro Hayashi
Akihiro Hayashi (林彰洋?, Hayashi Akihiro; Tokyo, 7 maggio 1987) è un calciatore giapponese, portiere del Vegalta Sendai.

## Palmarès

### Club

#### Competizioni nazionali
- Coppa J. League: 1

FC Tokyo: 2020

### Nazionale
- Universiadi:   1

Belgrado 2009

### Individuale
- Squadra del campionato giapponese: 1

2019